# Спортивна гімнастика на літніх Олімпійських іграх 2012 — Різновисокі бруси (жінки)
Змагання на різновисоких брусах у рамках турніру зі спортивної гімнастики на літніх Олімпійських іграх 2012 року відбулись 6 серпня 2012 року на Північній арені Гринвіча. У фінальній частині взяли участь 8 гімнасток із 6 країн. Олімпійською чемпіонкою стала росіянка Алія Мустафіна.

## Кваліфікація
|                        | Ім'я         | Країна          | Дата народження | Вік      |
| ---------------------- | ------------ | --------------- | --------------- | -------- |
| Наймолодша спортсменка | Геббі Дуглас | США             | 31 грудня 1995  | 16 років |
| Найстарша спортсменка  | Бет Тведдл   | Велика Британія | 1 Квітень 1985  | 27 років |

| Місце | Гімнастка             | Складність | Виконання | Штрафи | Total  |
| ----- | --------------------- | ---------- | --------- | ------ | ------ |
| 1     | Бет Тведдл (GBR)      | 7.000      | 9.133     |        | 16.133 |
| 2     | Хе Кесінь (CHN)       | 7.100      | 8.866     |        | 15.966 |
| 3     | Вікторія Комова (RUS) | 7.000      | 8.833     |        | 15.833 |
| 4     | Яо Цзіннань (CHN)     | 6.800      | 8.966     |        | 15.766 |
| 5     | Алія Мустафіна (RUS)  | 7.000      | 8.700     |        | 15.700 |
| 6     | Геббі Дуглас (USA)    | 6.600      | 8.733     |        | 15.333 |
| 7     | Елізабет Зайц (GER)   | 6.700      | 8.466     |        | 15.166 |
| 8     | Коко Цурумі (JPN)     | 6.600      | 8.433     |        | 15.033 |

### Які не пройшли відбір
Три гімнастки не пройшли відбір, але залишилися у резерві для підготовки до можливих випадків замін та відмов від змагань.
- Селін ван Гернер (NED)
- Кайла Росс (USA)
- Ребекка Танней (GBR)

Через квоти на гімнасток від однієї країни (не більше двох осіб у фіналі) до змагань не були допущені дві гімнастки.
- Джордін Вібер (USA)
- Хуан Цюшуан (CHN)

## Фінал

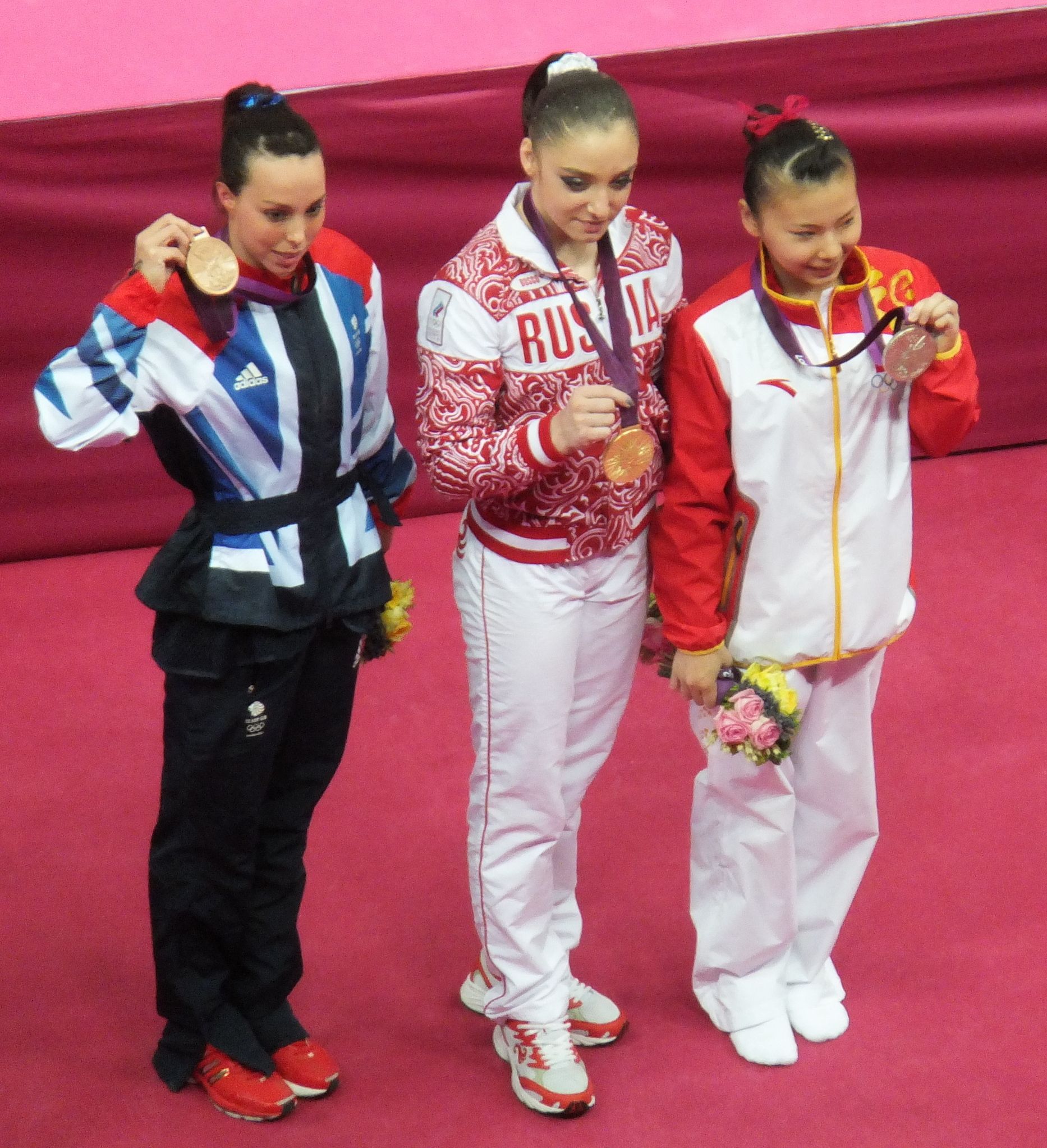
Призери змагань у вправах на різновисоких брусах: Елізабет Твіддл, Алія Мустафіна, Хе Кесінь (ліворуч направо)

| Позиція | Гімнастка             | Складність | Виконання | Штрафи | Разом  |
| ------- | --------------------- | ---------- | --------- | ------ | ------ |
|         | Алія Мустафіна (RUS)  | 7.000      | 9.133     |        | 16.133 |
|         | Хе Кесінь (CHN)       | 7.100      | 8.833     |        | 15.933 |
|         | Бет Тведдл (GBR)      | 7.000      | 8.916     |        | 15.916 |
| 4       | Яо Цзіннань (CHN)     | 6.800      | 8.966     |        | 15.766 |
| 5       | Вікторія Комова (RUS) | 7.000      | 8.666     |        | 15.666 |
| 6       | Елізабет Зайц (GER)   | 6.700      | 8.566     |        | 15.266 |
| 7       | Коко Цурумі (JPN)     | 6.400      | 8.566     |        | 14.966 |
| 8       | Геббі Дуглас (USA)    | 6.300      | 8.600     |        | 14.900 |